# E. F. Benson
Edward Frederic Benson (Berkshire, 1867. július 24. – London, 1940. február 29.) angol regény-, novella- és életrajzíró, aki E. F. Benson néven vált ismertté.

## Élete

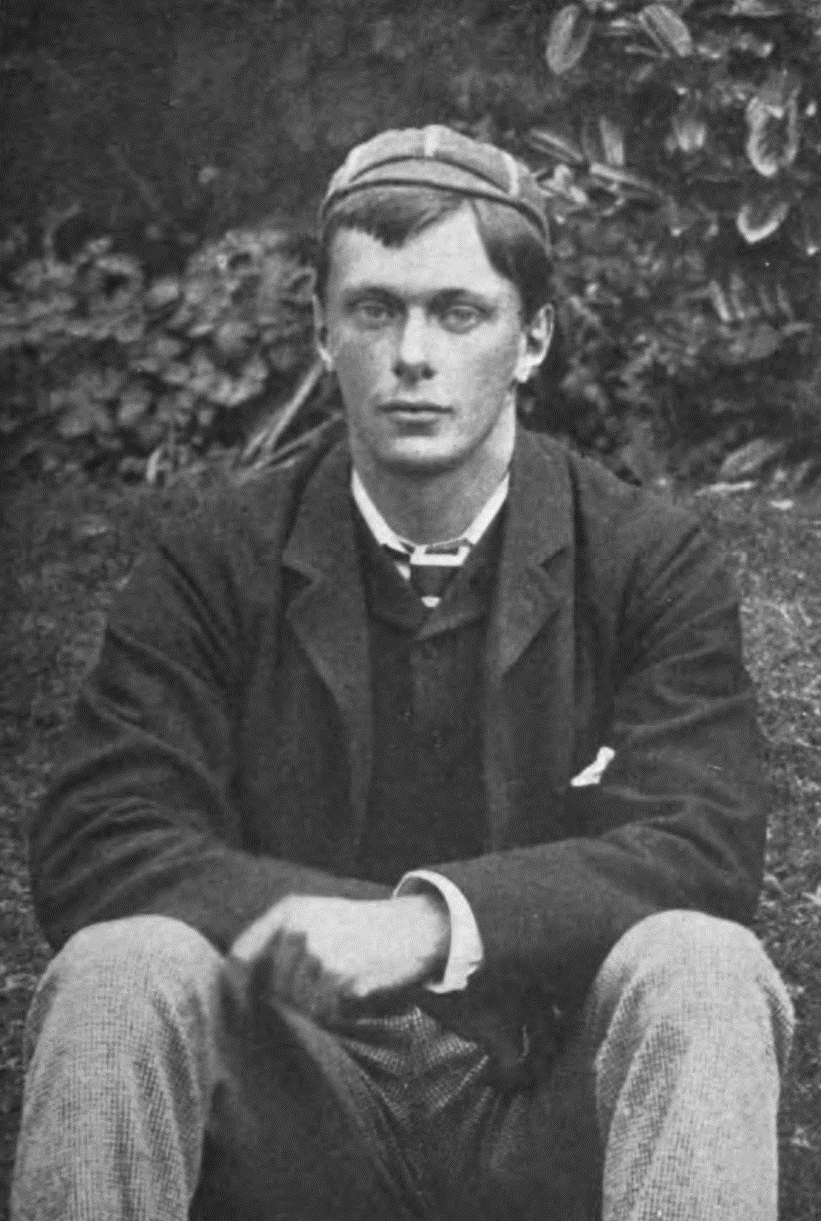
E. F. Benson 1890-ben

Edward Fredric Benson 1867. július 24-én született az angliai Berkshire-ben, a család ötödik gyermekeként. Apja Edward White Benson, a Wellington College első igazgatója, majd Canterbury érseke, anyja pedig Mary Sidgwick Benson volt. Legidősebb bátyja fiatalon meghalt, öt testvére pedig hozzá hasonlóan íróként ismert. Egyikőjük sem házasodott meg, és akárcsak Benson – ahogy műveiből és életrajzi adalékokból kikövetkeztethető –, úgy valószínű, hogy testvérei is homoszexuálisok voltak.
Tanulmányait a Marlborough College-en és a cambridge-i King’s College-en végezte, majd régészként több ásatáson is részt vett: római kori katonai sírköveket tártak fel Chesterben, illetve Luxorba, Alexandriába és Athénba is eljutott. Azonban már egyetemi évei alatt is foglalkozott írással. Első műve Sketches from Marlborough címmel látott napvilágot, de az írói sikert és elismerést az 1893-ban megjelent Dodo hozta meg számára. Habár Benson elsősorban a szépirodalom területén jeleskedett, számos más témájú könyve is gazdagítja az életművet: Charlotte Brontë, Viktória királynő, Sir Francis Drake és Alkibiadész életrajzát is megírta; ezenkívül szakmai könyve a műkorcsolyázásról 1908-ban English Figure Skating címmel, pár évre rá pedig újabb, téli sportokkal foglalkozó könyve Winter Sports in Switzerland címmel jelent meg. A témaválasztás nem meglepő, hiszen Benson kitűnő atléta és műkorcsolyázó volt.
Benson Londonban élt, azonban Rye életének különös helyszíne. Első látogatása a kelet-sussexi kisvárosba 1900-ban történt, amikor Henry James látta őt vendégül; s ezután többször is élvezte a környék és az itteniek vendégszeretetét. Henry James halála után Fred és egy barátja használták az író házát, a Lamb House-t, mely végül Benson vidéki otthonává vált. Fred úgy tekintett Rye-ra, mint otthonára, és egy idő után aktív és lelkes résztvevője lett a helyi társasági és polgári életnek. Benson 1933-ban és 1934-ben indult a helyi választásokon: megválasztották három évre Rye polgármesterének. 1938-ban a város díszpolgárává avatta, elismerésül munkájáért.
Benson 1940. február 29-én halt meg Londonban gégerákban. Elhamvasztották, majd a rye-i St. Mary’s Church-ben temették el.

## Munkássága
Írói munkásságának jelentős részét képezi hatkötetes komikus regénysorozata, melyben Mrs. Emmeline Lucas, azaz Lucia, illetve Miss Elizabeth Mapp és az ő köreiknek történetei szórakoztatják az olvasót. Mind Lucia, mind Miss Mapp kap önálló regényeket is, majd Benson „összeereszti” a két nagyasszonyt: a végeláthatatlan vacsora-partikkal, bridzsestekkel és teadélutánokkal egymásra licitálva versenyeznek a társaság krémjének kegyeiért és Tilling „doyenne”-jének címéért. A Mapp and Lucia sorozat reneszánszát élte az 1980-as években, amikor is megfilmesítették a két hölgyről szóló történeteket.
Korát megelőző és rendkívül termékeny író volt; egyre növekvő népszerűségéhez nagyban hozzájárult szellemtörténeteinek sikere. A hátborzongató, ám humoros rémnovellák nemcsak korában voltak népszerűek, az 1906-os elbeszélését, A buszkalauzt (The Bus-Conductor, 1906) többször is feldolgozták, többek közt egy 1961-es Alkonyzóna (The Twilight Zone) epizódban. A műfaj klasszikusnak számító szerzője, H. P. Lovecraft elismerően vélekedett Benson munkásságáról a Supernatural Horror in Literature című művében, elsősorban Az ember, aki túl messzire ment című novelláról.

## Művei
Mapp and Lucia könyvek (a Make Way For Lucia címen is ismert sorozat)
- Queen Lucia (1920)
- Miss Mapp (1922)
- Lucia in London (1927)
- Mapp and Lucia (1931)
- Lucia's Progress (1935, más címen: The Worshipful Lucia)
- Trouble for Lucia (1939)

### További regényei
- Dodo: A Detail of the Day (1893)
- The Rubicon (1894)
- The Judgement Books (1895)
- Limitations (1896)
- The Babe, B.A. (1897)
- The Money Market (1898)
- The Vintage (1898)
- The Capsina (1899)
- Mammon and Co. (1899)
- The Princess Sophia (1900)
- The Luck of the Vails (1901)
- Scarlet and Hyssop (1902)
- An Act in a Backwater (1903)
- The Book of Months (1903)
- The Relentless City (1903)
- The Valkyries (1903)
- The Challoners (1904)
- The Angel of Pain (1905)
- The Image in the Sand (1905)
- The House of Defence (1906)
- Paul (1906)
- Sheaves (1907)
- The Blotting Book (1908)
- The Climber (1908)
- A Reaping (1909)
- Daisy's Aunt (1910)
- The Osbornes (1910)
- Account Rendered (1911)
- Juggernaut (1911)
- Mrs. Ames (1912)
- Dodo's Daughter (1913)
- Thorley Wier (1913)
- The Weaker Vessel (1913)
- Arundel (1914)
- Dodo the Second (1914)
- The Oakleyites (1915)
- Mike (also published as Michael) (1916)
- David Blaize (1916)
- The Freaks of Mayfair (1916)
- An Autumn Sowing (1917)
- Mr. Teddy (1917)
- David Blaize and the Blue Door (1918)
- Up and Down (1918)
- Across the Stream (1919)
- Robin Linnet (1919)
- Dodo Wonders (1921)
- Lovers and Friends (1921)
- Peter (1922)
- Colin: A Novel (1923)
- David of King's (1924)
- Alan (1924)
- Colin II (1925)
- Rex (1925)
- A Tale of an Empty House (1925)
- Mezzanine (1926)
- Pharisees and Publicans (1926)
- Paying Guests (1929)
- The Inheritor (1930)
- Secret Lives (1932)
- Travail of Gold (1933)
- Raven's Brood (1934)

### Életrajzok
- Sketches from Marlborough (1888)
- Bensoniana (1912)
- Crescent and Iron Cross (1918)
- Sir Francis Drake (1927)
- Life of Alcibiades (1928)
- Ferdinand Magellan (1929)
- King Edward VII (1933)
- Charlotte Bronte (1930)
- The Kaiser and English Relations (1935)
- Queen Victoria (1935)
- Daughters of Queen Victoria (1935)

### Önéletrajzok
- Our Family Affairs (1920)
- As We Were (1930)
- Final Edition: Informal Autobiography (Lognmans Green, 1940)

## Magyarul
- Drake admirális Fordította: Bátor István, Rózsavölgyi és Társa, Budapest, 1944
- S beszélt a halott. Válogatott rémhistóriák (21 elbeszélés), Fordította: Kiss Bernadett, Ortutay Péter, Ujhelyi Bálint, Fapadoskonyv.hu, Budapest, 2012 ISBN 9789633440704

## Fordítás
- Ez a szócikk részben vagy egészben  az   E. F. Benson című angol Wikipédia-szócikk fordításán alapul.  Az eredeti cikk szerkesztőit annak laptörténete sorolja fel. Ez a jelzés csupán a megfogalmazás eredetét és a szerzői jogokat jelzi, nem szolgál a cikkben szereplő információk forrásmegjelöléseként.